# Supercoppa europea (pallavolo maschile)
La Supercoppa europea è stata un torneo organizzato dalla CEV, disputato con cadenza annuale dal 1987 e soppresso nel 2000.

## Storia

Il festeggia la sua seconda vittoria consecutiva nel 1993: le squadre italiane egemonizzarono la manifestazione con 9 titoli.

Dalla prima edizione fino al 1995 il titolo è stato assegnato in un'unica partita, che vede contrapposta la squadra vincitrice della Coppa dei Campioni a quella vincitrice della Coppa delle Coppe.
Le ultime quattro edizioni, invece, sono state allargate anche alla vincitrice della Coppa CEV e all'altra finalista della Coppa dei Campioni, che si affrontano in un torneo ad eliminazione diretta, con semifinali e finale e nell'ultima edizione anche la finale per terzo posto.

## Albo d'oro
| Edizione      | Edizione          | Podio         | Podio                                     | Podio           |               |
| Anno          | Sede finale       | Campione      | Risultato                                 | Finalista       |               |
| ------------- | ----------------- | ------------- | ----------------------------------------- | --------------- | ------------- |
| 1987          | Bologna           | CSKA Mosca    | 3 - 1 (11-15, 15-6, 15-8, 15-13)          | Zinella Bologna |               |
| 1988          | Parma             | CSKA Mosca    | 3 - 0 (15-8, 15-12, 15-13)                | Parma           |               |
| 1989          | Parma             | Parma         | 3 - 0 (15-9, 15-13, 15-4)                 | CSKA Mosca      |               |
| 1990          | Modena            | Parma         | 3 - 2 (15-6, 9-15, 15-6, 11-15, 17-15)    | Modena          |               |
| 1991          | Brescia           | CSKA Mosca    | 3 - 1 (15-12, 15-8, 8-15, 15-10)          | Gabeca          |               |
| 1992          | Verona            | Porto Ravenna | 3 - 1 (15-12, 10-15, 15-4, 15-5)          | Gabeca          |               |
| 1993          | Bologna           | Porto Ravenna | 3 - 1 (8-15, 15-4, 15-9, 15-11)           | Gonzaga Milano  |               |
| 1994          | Arezzo            | Treviso       | 3 - 1 (15-12, 15-9, 6-15, 15-4)           | Porto Ravenna   |               |
| 1995          | Arezzo            | Modena        | 3 - 1 (15-8, 15-8, 4-15, 15-5)            | Treviso         |               |
| 1996 Dettagli | Monaco di Baviera | Cuneo         | 3 - 0 (15-10, 15-9, 15-4)                 | Dachau          |               |
| 1997 Dettagli | Bree              | Cuneo         | 3 - 1 (12-15, 15-9, 15-5, 15-6)           | Modena          |               |
| 1998          | Non disputata     | Non disputata | Non disputata                             | Non disputata   | Non disputata |
| 1999 Dettagli | Cannes            | Treviso       | 3 - 0 (25-23, 25-15, 25-18)               | Maaseik         |               |
| 2000 Dettagli | Arezzo            | Paris         | 3 - 2 (18-25, 25-23, 25-16, 18-25, 15-11) | Treviso         |               |

## Medagliere per squadre
| Pos. | Squadra         | 1º posto | 2º posto | Totale |
| ---- | --------------- | -------- | -------- | ------ |
| 1    | / CSKA Mosca    | 3        | 1        | 4      |
| 2    | Treviso         | 2        | 2        | 4      |
| 3    | Parma           | 2        | 1        | 3      |
| 3    | Porto Ravenna   | 2        | 1        | 3      |
| 5    | Cuneo           | 2        | 0        | 2      |
| 6    | Modena          | 1        | 2        | 3      |
| 7    | Paris           | 1        | 0        | 1      |
| 8    | Gabeca          | 0        | 2        | 2      |
| 9    | Zinella Bologna | 0        | 1        | 1      |
| 9    | Dachau          | 0        | 1        | 1      |
| 9    | Maaseik         | 0        | 1        | 1      |
| 9    | Gonzaga Milano  | 0        | 1        | 1      |

## Medagliere per nazioni
| Pos. | Nazione                           | 1º posto | 2º posto | Totale |
| ---- | --------------------------------- | -------- | -------- | ------ |
| 1    | Italia                            | 9        | 10       | 19     |
| 2    | Unione Sovietica                  | 2        | 1        | 3      |
| 3    | Comunità degli Stati Indipendenti | 1        | 0        | 1      |
| 3    | Francia                           | 1        | 0        | 1      |
| 5    | Belgio                            | 0        | 1        | 1      |
| 5    | Germania                          | 0        | 1        | 1      |